# Asiagomphus nilgiricus
Asiagomphus nilgiricus – gatunek ważki z rodziny gadziogłówkowatych (Gomphidae).